# Martin Kearns
Martin "Kiddie" Kearns, född den 7 mars 1977, död den 14 september 2015, var en engelsk trummis. Han spelade trummor i bandet Bolt Thrower och började 1994 efter att Andrew Whale lämnade bandet. Vid denna tidpunkt var Kearns bara 17 år gammal och Bolt Thrower var det första bandet han spelade i. På grund av sin unga ålder har han fått smeknamnet Kiddie inom bandet.
Kearns lämnade bandet av personliga orsaker 1997. Han började dock spela med bandet igen år 2000.